# Bernhard Ecks

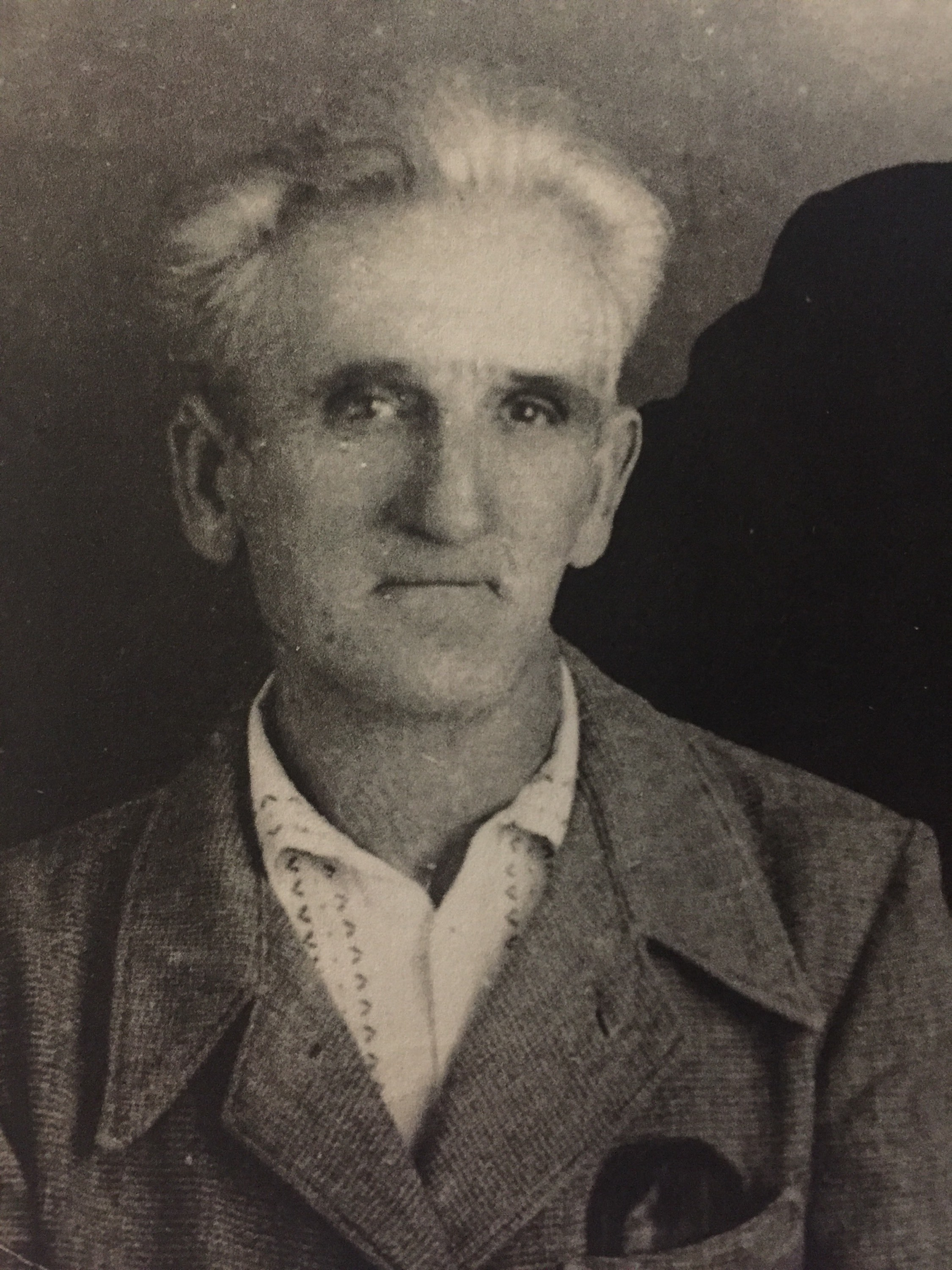
Ecks in Tschassiw-Jar

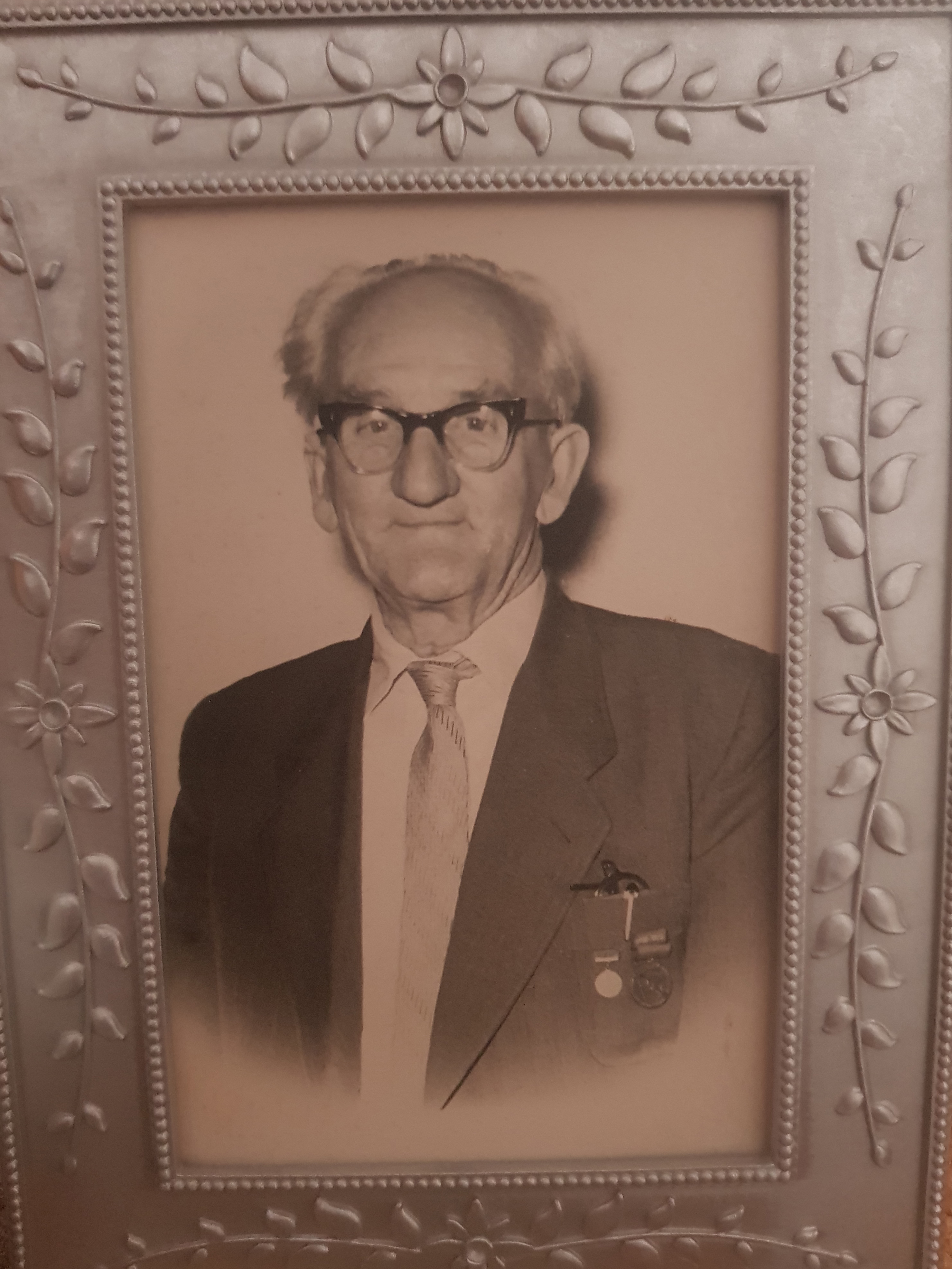
Ecks Ende der 60er Jahre

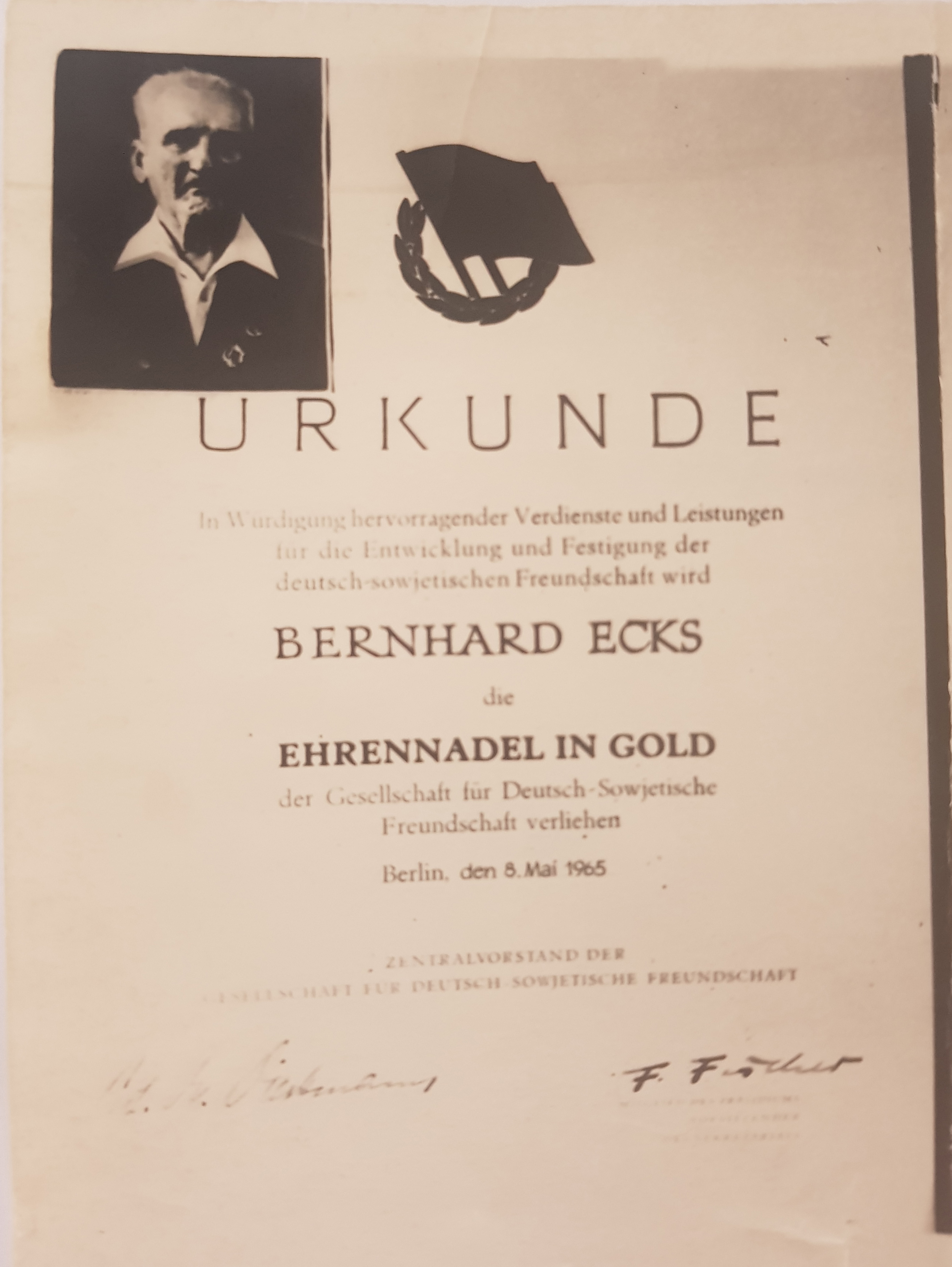
Urkunde für Verdienste für die Entwicklung der deutsch-sowjetischen Freundschaft

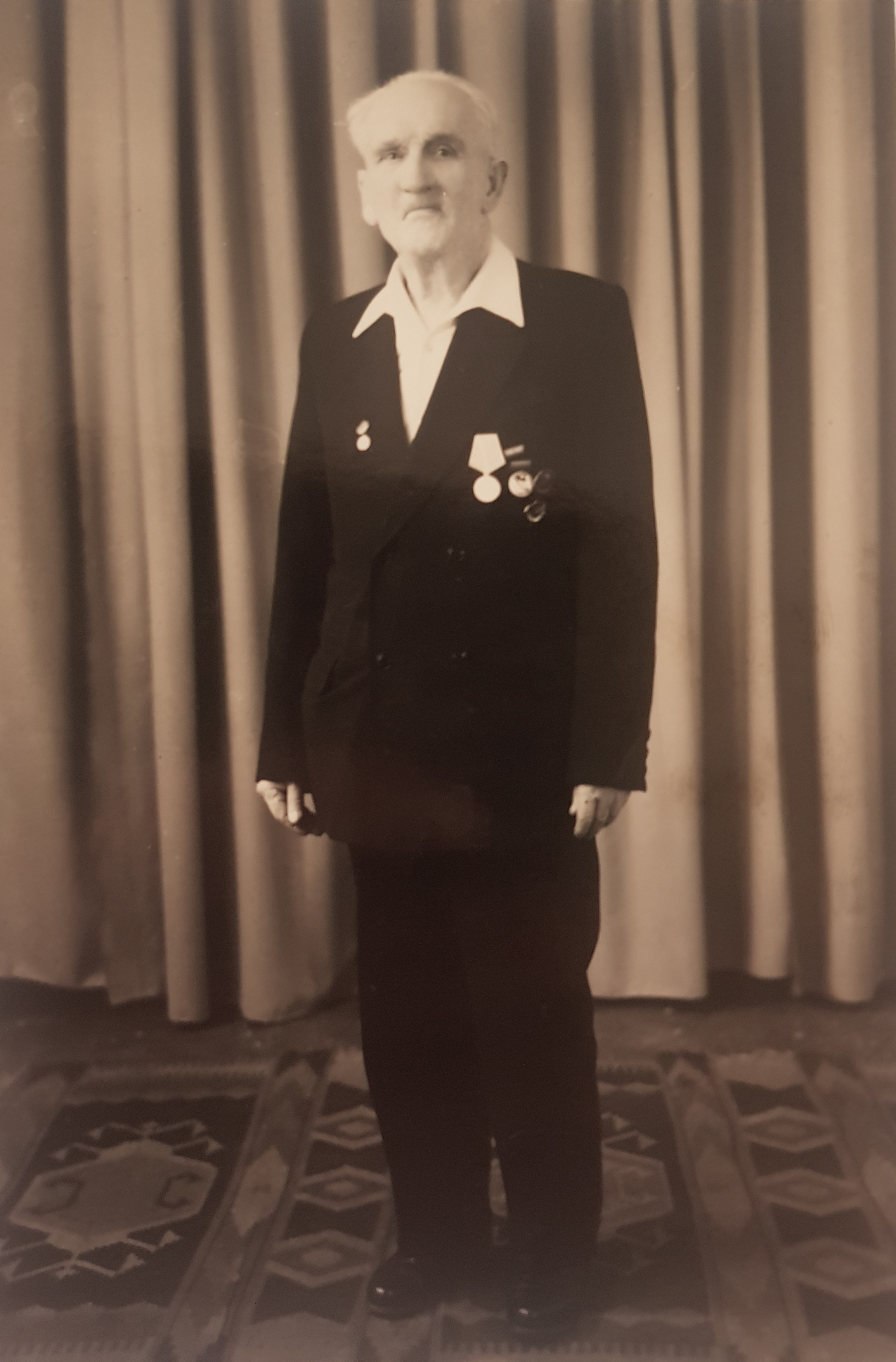
Ecks 1965 mit der Ehrennadel in Gold

Bernhard Ecks (* 26. Oktober 1884 in Bremen; † 24. Februar 1970 in Tschassow Jar, Sowjetunion) war ein deutscher Politiker der Kommunistischen Partei Deutschlands (KPD). Er war während der Novemberrevolution 1918 Vorsitzender des Bremer Soldatenrates und im Januar 1919 kurzzeitig Stadtkommandant der Bremer Räterepublik, nahm 1923 am Hamburger Aufstand teil und gehörte bis 1932 zum Nachrichtendienst der KPD, dem Antimilitärischen Apparat (AM-Apparat). Später siedelte er in die Sowjetunion über.

## Biografie
Ecks, Sohn eines Zimmermanns, erlernte nach der Volksschule den Beruf des Maurers und ging bis 1904 auf Wanderschaft in der Schweiz und in Dänemark. 1902 wurde er Mitglied des Zentralverbands der Maurer. Von 1904 bis 1907 leistete Ecks Militärdienst als einfacher Soldat. 1907 wurde er Mitglied der Sozialdemokratischen Partei Deutschlands (SPD). 1914 beteiligte sich Ecks an Demonstrationen gegen den Ersten Weltkrieg und wurde im August wegen „antimilitaristischer Aktionen“ zum Baubataillon nach Hamburg-Harburg einberufen. Ab 1916 kämpfte er an der deutschen Ostfront und wurde mehrfach verwundet.
Über Hans Brodmerkel kam Ecks zu den Bremer Linksradikalen und wurde Mitglied der Internationalen Kommunisten Deutschlands (IKD), einer nur kurz existierenden Partei, die 1918 in der KPD aufging. Während der Novemberrevolution 1918 war Ecks Vorsitzender des Bremer Soldatenrates und im Januar 1919 Stadtkommandant der Bremer Räterepublik. Nach deren Niederschlagung floh er im Februar 1919, wurde gefasst und zu dreieinhalb Jahren Zuchthaus verurteilt. Die Strafe musste er aufgrund einer Amnestie nicht antreten. Ecks nahm als Vertreter der IKD am Gründungsparteitag der KPD am 31. Dezember 1918 in Berlin teil.
1923 nahm Ecks am Hamburger Aufstand, einem niedergeschlagenen Umsturzversuch der norddeutschen KPD, teil und wurde erneut für zwei Monate inhaftiert. Ab 1924 war Ecks Mitarbeiter des Zentralkomitees (ZK) der KPD in Berlin und leitete ab 1925 die Geschäfte verschiedener Gewerkschaftsverbände. Von 1926 bis 1932 gehörte er als Agent zum bis 1937 bestehenden, illegalen Nachrichtendienst der KPD, dem AM-Apparat.
Im November 1932 siedelte Ecks zusammen mit seinem Weggefährten Heinrich Vogeler in die Sowjetunion über, arbeitete als Maurerpolier in Moskau, wurde Mitglied der Kommunistischen Partei der Sowjetunion (KPdSU) und später durch Heirat Bürger der Sowjetunion. Ecks' erste Ehefrau Else starb im Juli 1934, mit ihr hatte er einen Sohn namens August Ecks (* 10.06.1912 in Bremen, † 29.01.1971 in Stadtoldendorf) und eine Tochter namens Ellen Ecks (* 06.03.1914 in Bremen, † 27.05.1961 in Wannsee, Berlin).
Ecks wurde zur Zeit des Großen Terrors Opfer Stalinistischer Säuberungen. Am 4. November 1937 wurde er verhaftet, aus der KPdSU ausgeschlossen und bis 1939 in Sibirien inhaftiert. Nach der Haft wurde Ecks mit seiner zweiten, sowjetischen Ehefrau Pelagea Alekeeebona (Heirat in Jalta 1936) zwangsweise nach Kasachstan umgesiedelt.
Später lebte das Paar in der ukrainischen Stadt Tschassiw Jar. 1954 ging Ecks in Rente.
1956 stellte Ecks einen Antrag auf Rückkehr nach Deutschland, der sowohl von den sowjetischen Behörden als auch vom ZK der Sozialistischen Einheitspartei Deutschlands (SED) genehmigt wurde. Er blieb jedoch auf Wunsch seiner Frau in der Sowjetunion.
Ecks war überzeugter Anhänger Trotzkis.